# Giro di Romandia 2008
Il Giro di Romandia 2008, sessantaduesima edizione della corsa, si svolse in cinque tappe dal 29 aprile al 4 maggio 2008 precedute da un cronoprologo, per un percorso di complessivi 659 km. Fu vinto dal tedesco dell'Astana Andreas Klöden, che concluse la gara in 16h43'20" alla media di 39,4 km/h.
Al traguardo di Losanna 121 ciclisti portarono a termine la corsa.

## Tappe
| Tappa  | Data      | Percorso                        | km    | Vincitore di tappa | Leader cl. generale |
| ------ | --------- | ------------------------------- | ----- | ------------------ | ------------------- |
| Prol.  | 29 aprile | Ginevra (Cron. individuale)     | 1,9   | Mark Cavendish     | Mark Cavendish      |
| 1ª     | 30 aprile | Morges > Saignelégier           | 182,4 | Maksim Iglinskij   | Michael Albasini    |
| 2ª     | 1º maggio | Moutier > Friburgo              | 170   | Robbie McEwen      | Michael Albasini    |
| 3ª     | 2 maggio  | Sion > Sion (Cron. individuale) | 18,8  | Andreas Klöden     | Andreas Klöden      |
| 4ª     | 3 maggio  | Sion > Zinal                    | 126,5 | Francesco De Bonis | Andreas Klöden      |
| 5ª     | 4 maggio  | Le Bouveret > Losanna           | 159,4 | Daniele Bennati    | Andreas Klöden      |
| Totale | Totale    | Totale                          | 659   |                    |                     |

## Squadre partecipanti
| N.    | Cod. | Squadra             |
| ----- | ---- | ------------------- |
| 1-8   | RAB  | Rabobank            |
| 11-18 | CSC  | Team CSC            |
| 21-28 | GCE  | Caisse d'Epargne    |
| 31-38 | AST  | Astana              |
| 41-48 | SIL  | Silence-Lotto       |
| 51-58 | THR  | Team High Road      |
| 61-68 | GST  | Gerolsteiner        |
| 71-78 | FDJ  | Française des Jeux  |
| 81-88 | SDV  | Saunier Duval-Scott |
| 91-98 | LIQ  | Liquigas            |

| N.      | Cod. | Squadra           |
| ------- | ---- | ----------------- |
| 101-108 | QST  | Quick Step        |
| 111-118 | MRM  | Team Milram       |
| 121-128 | EUS  | Euskaltel-Euskadi |
| 131-138 | COF  | Cofidis           |
| 141-148 | ALM  | AG2R La Mondiale  |
| 151-158 | C.A  | Crédit Agricole   |
| 161-168 | BTL  | Bouygues Télécom  |
| 171-178 | LAM  | Lampre            |
| 181-188 | BMC  | BMC Racing Team   |

## Dettagli delle tappe

### Prologo
- 29 aprile: Ginevra – Cronometro individuale – 1,9 km

Risultati
| Pos. | Corridore        | Squadra   | Tempo |
| ---- | ---------------- | --------- | ----- |
| 1    | Mark Cavendish   | High Road | 2'07" |
| 2    | Daniele Bennati  | Liquigas  | s.t.  |
| 3    | Michael Albasini | Liquigas  | a 1"  |

| Pos. | Corridore        | Squadra   | Tempo |
| ---- | ---------------- | --------- | ----- |
| 1    | Mark Cavendish   | High Road | 2'07" |
| 2    | Daniele Bennati  | Liquigas  | s.t.  |
| 3    | Michael Albasini | Liquigas  | a 1"  |

### 1ª tappa
- 30 aprile: Morges > Saignelégier – 182,4 km

Risultati
| Pos. | Corridore        | Squadra      | Tempo    |
| ---- | ---------------- | ------------ | -------- |
| 1    | Maksim Iglinskij | Astana       | 4h47'28" |
| 2    | Michael Albasini | Liquigas     | s.t.     |
| 3    | Markus Zberg     | Gerolsteiner | s.t.     |

| Pos. | Corridore        | Squadra      | Tempo    |
| ---- | ---------------- | ------------ | -------- |
| 1    | Michael Albasini | Liquigas     | 4h49'30" |
| 2    | Maksim Iglinskij | Astana       | a 1"     |
| 3    | Markus Zberg     | Gerolsteiner | a 8"     |

### 2ª tappa
- 1º maggio: Moutier > Friburgo – 170 km

Risultati
| Pos. | Corridore       | Squadra       | Tempo    |
| ---- | --------------- | ------------- | -------- |
| 1    | Robbie McEwen   | Silence-Lotto | 4h16'16" |
| 2    | Daniele Bennati | Liquigas      | s.t.     |
| 3    | Matti Breschel  | CSC-Saxo Bank | s.t.     |

| Pos. | Corridore        | Squadra      | Tempo    |
| ---- | ---------------- | ------------ | -------- |
| 1    | Michael Albasini | Liquigas     | 9h05'46" |
| 2    | Maksim Iglinskij | Astana       | a 1"     |
| 3    | Markus Zberg     | Gerolsteiner | a 8"     |

### 3ª tappa
- 2 maggio: Sion – Cronometro individuale – 18,8 km

Risultati
| Pos. | Corridore      | Squadra       | Tempo  |
| ---- | -------------- | ------------- | ------ |
| 1    | Andreas Klöden | Astana        | 25'32" |
| 2    | Thomas Dekker  | Rabobank      | a 6"   |
| 3    | Stef Clement   | Bouygues Tél. | a 20"  |

| Pos. | Corridore       | Squadra  | Tempo    |
| ---- | --------------- | -------- | -------- |
| 1    | Andreas Klöden  | Astana   | 9h31'28" |
| 2    | Thomas Dekker   | Rabobank | a 5"     |
| 3    | Roman Kreuziger | Liquigas | a 35"    |

### 4ª tappa
- 3 maggio: Sion > Zinal – 126,5 km

Risultati
| Pos. | Corridore          | Squadra       | Tempo    |
| ---- | ------------------ | ------------- | -------- |
| 1    | Francesco De Bonis | Gerolsteiner  | 3h28'06" |
| 2    | John Gadret        | AG2R La Mond. | a 3"     |
| 3    | Manuel Beltrán     | Liquigas      | a 5"     |

| Pos. | Corridore       | Squadra   | Tempo     |
| ---- | --------------- | --------- | --------- |
| 1    | Andreas Klöden  | Astana    | 12h59'41" |
| 2    | Roman Kreuziger | Liquigas  | a 35"     |
| 3    | Marco Pinotti   | High Road | a 43"     |

### 5ª tappa
- 4 maggio: Le Bouveret > Losanna – 159,4 km

Risultati
| Pos. | Corridore        | Squadra      | Tempo    |
| ---- | ---------------- | ------------ | -------- |
| 1    | Daniele Bennati  | Liquigas     | 3h43'39" |
| 2    | Markus Zberg     | Gerolsteiner | s.t.     |
| 3    | Maksim Iglinskij | Astana       | s.t.     |

| Pos. | Corridore       | Squadra   | Tempo     |
| ---- | --------------- | --------- | --------- |
| 1    | Andreas Klöden  | Astana    | 16h43'20" |
| 2    | Roman Kreuziger | Liquigas  | a 35"     |
| 3    | Marco Pinotti   | High Road | a 43"     |

## Evoluzione delle classifiche
| Tappa              | Vincitore          | Classifica generale Maglia gialla | Classifica a punti Maglia arancione | Classifica scalatori Maglia rosa | Classifica sprint Maglia verde | Classifica a squadre |
| ------------------ | ------------------ | --------------------------------- | ----------------------------------- | -------------------------------- | ------------------------------ | -------------------- |
| Prol.              | Mark Cavendish     | Mark Cavendish                    | Mark Cavendish                      | Non assegnata                    | Mark Cavendish                 |                      |
| 1ª                 | Maksim Iglinskij   | Michael Albasini                  | Michael Albasini                    | Francisco Vila                   | Morris Possoni                 |                      |
| 2ª                 | Robbie McEwen      | Michael Albasini                  | Michael Albasini                    | Francisco Vila                   | Morris Possoni                 |                      |
| 3ª                 | Andreas Klöden     | Andreas Klöden                    | Michael Albasini                    | Francisco Vila                   | Morris Possoni                 |                      |
| 4ª                 | Francesco De Bonis | Andreas Klöden                    | Andreas Klöden                      | Francesco De Bonis               | Morris Possoni                 |                      |
| 5ª                 | Daniele Bennati    | Andreas Klöden                    | Daniele Bennati                     | Francesco De Bonis               | Morris Possoni                 |                      |
| Classifiche finali | Classifiche finali | Andreas Klöden                    | Daniele Bennati                     | Francesco De Bonis               | Morris Possoni                 | Astana               |

## Classifiche finali

### Classifica generale - Maglia gialla
| Pos. | Corridore           | Squadra         | Tempo     |
| ---- | ------------------- | --------------- | --------- |
| 1    | Andreas Klöden      | Astana          | 16h43'20" |
| 2    | Roman Kreuziger     | Liquigas        | a 35"     |
| 3    | Marco Pinotti       | High Road       | a 43"     |
| 4    | Denis Men'šov       | Rabobank        | a 45"     |
| 5    | Mikel Astarloza     | Euskaltel       | a 54"     |
| 6    | Sandy Casar         | Franç. des Jeux | a 1'05    |
| 7    | Juan Manuel Gárate  | Quick Step      | a 1'08"   |
| 8    | John Gadret         | AG2R La Mond.   | a 1'14"   |
| 9    | Maksim Iglinskij    | Astana          | a 1'48"   |
| 10   | José Ángel Gómez M. | Saunier Duval   | a 1'52"   |

### Classifica a punti - Maglia arancione
| Pos. | Corridore        | Squadra      | Punti |
| ---- | ---------------- | ------------ | ----- |
| 1    | Daniele Bennati  | Liquigas     | 39    |
| 2    | Markus Zberg     | Gerolsteiner | 37    |
| 3    | Maksim Iglinskij | Astana       | 36    |
| 4    | Andreas Klöden   | Astana       | 35    |
| 5    | Roman Kreuziger  | Liquigas     | 32    |

### Classifica scalatori - Maglia rosa
| Pos. | Corridore          | Squadra         | Punti |
| ---- | ------------------ | --------------- | ----- |
| 1    | Francesco De Bonis | Gerolsteiner    | 36    |
| 2    | Stef Clement       | Bouygues Tél.   | 28    |
| 3    | Rémy Di Grégorio   | Franç. des Jeux | 21    |
| 4    | Alexandre Moos     | BMC Racing      | 20    |
| 5    | Morris Possoni     | High Road       | 20    |

### Classifica sprint - Maglia verde
| Pos. | Corridore         | Squadra       | Punti |
| ---- | ----------------- | ------------- | ----- |
| 1    | Morris Possoni    | High Road     | 12    |
| 2    | Alexandre Moos    | BMC Racing    | 12    |
| 3    | Michael Albasini  | Liquigas      | 12    |
| 4    | Ian McKissick     | BMC Racing    | 12    |
| 5    | José Luis Arrieta | AG2R La Mond. | 6     |

### Classifica a squadre
| Pos. | Squadra             | Punti |
| ---- | ------------------- | ----- |
| 1    | Astana              |       |
| 2    | Gerolsteiner        |       |
| 3    | Saunier Duval-Scott |       |
| 4    | Caisse d'Epargne    |       |
| 5    | Liquigas            |       |